# 星岩涛祐二
星岩涛 祐二（ほしいわと ゆうじ、1955年7月25日 - ）は、鹿児島県揖宿郡開聞町出身で陸奥部屋（入門時は井筒部屋）に所属した元大相撲力士。
本名は野口 祐二（のぐち ゆうじ）。現役時代の体格は身長182cm、体重138kg。得意手は左四つ、上手投げ、蹴手繰り。趣味は野球観戦。最高位は東前頭14枚目（1989年7月場所）。愛称は「イワトナルド」（後述）。

## 来歴
中学時代は野球部に所属。4番打者を務めるなど活躍し、高校も推薦入学を勧められていた。しかし、知人の紹介で井筒親方（元前頭2・鶴ヶ嶺）を紹介され、中学3年生の時に井筒部屋へ入門。1970年5月場所にて、14歳で初土俵を踏んだ。
小兵だったが着実に番付を上げ、入門2年目には後に師匠となる元・星甲（後述）が一時期名乗っていた「星兜」の四股名を貰い、早くから将来を嘱望された。その後、1972年3月に井筒親方が亡くなり、元前頭4・星甲の陸奥親方が井筒部屋を継承。だが、井筒は1974年4月に陸奥を再襲名し、それに伴って所属部屋の名称も陸奥部屋に変わった（これにより空き名跡となった井筒は、高砂一門の横綱・北の富士が取得。彼は、それから間もなく引退し、九重部屋から独立して新・井筒部屋を創設した）。幕下に昇進後は体重がなかなか増えずに苦労し、上位に番付を上げるまで時間が掛かった。
初土俵から11年半をかけて、1981年11月場所で漸く新十両に昇進。だが、4勝11敗の負け越しに終わり、1場所で幕下に陥落してしまった。1983年11月場所で再十両、この際に師匠と字も一緒の「星甲」の四股名を貰っている。しかしこの後も勝ち越しはあったものの定着しきれず4場所で幕下へ陥落し、四股名も「星岩涛」に改名している。以後暫くは幕下に在ったが、1986年からは十両に定着。だが、十両上位での番付運の悪さもあり、なかなか幕内に上がれなかった。その後、師匠・陸奥親方の停年が近付くと奮起。十両21場所目となった1989年5月場所では自己最高位の十両2枚目で9勝6敗と勝ち越し、初土俵から所要115場所は超スロー出世、新十両からの所要46場所は歴代二位の超スロー出世で翌場所、33歳で悲願の新入幕を果たした。
左四つ相撲が得意で、右前褌を取ると力を発揮し期待されたが、新入幕の場所では4勝11敗と大負けして1場所で十両に陥落。それ以降も返り入幕を目指して相撲を取り続けていたが、師匠が停年を迎えた1991年1月場所後に35歳で引退し、陸奥部屋を継承した。
親方としては、先代からの弟子であったアルゼンチン出身の星誕期と星安出寿をはじめとした面々を指導し、後に2人を十両に昇進させた。しかし、部屋の勢力は次第に衰退していき、一時的ではあるが部屋の所属力士がアルゼンチン出身の関取経験者2名だけという状況を招いてしまった。1997年11月場所後に元大関・霧島の勝ノ浦親方に陸奥の名跡と部屋を譲る事となり、同年12月限りで日本相撲協会を退職した。
現在は鹿児島市内で、飲食店「天手古舞」（てんてこまい）を経営している。　

## 逸話
- 幕内経験者で四股名の改名数9回は、史上最多である[3]。
- 蹴手繰りが得意だった。1983年11月場所と1988年3月場所では、蹴手繰りで3勝している。1988年は年間42勝中、10勝が蹴手繰りという多さだった。
- 自身が師匠を務めていた頃の陸奥部屋は経営難からちゃんこを用意する事にも苦労したといい、星誕期や星安出寿はマクドナルドで食事を行う事が多かった。自身も現役末期の頃は星誕期、星安出寿と同質の食生活をしており、窮状を見かねた一門内の親方から四股名に準えて「イワトナルド」と冷やかされていた。
- 現役引退直後に結婚した3歳年上の妻との間に2子あり。妻とは幕下時代に知り合い、第1子は結婚の1年前に誕生している。結婚のきっかけについて妻は「親方（星岩涛）は石橋をたたいても渡らないタイプ。思い切って一緒に若い人を育てましょう、と背中をたたきました」[4]と述べ、部屋継承が結婚の大きなきっかけであったことを匂わせている。

## 主な成績
- 通算成績：552勝549敗15休　勝率.501
- 幕内成績：4勝11敗　勝率.267
- 現役在位：125場所
- 幕内在位：1場所
- 各段優勝
  - 幕下優勝：1回（1986年9月場所）

### 場所別成績
| | 一月場所 初場所（東京） | 三月場所 春場所（大阪） | 五月場所 夏場所（東京）  | 七月場所 名古屋場所（愛知） | 九月場所 秋場所（東京） | 十一月場所 九州場所（福岡） |
| --- | ----------------------- | ----------------------- | ------------------------ | --------------------------- | ----------------------- | --------------------------- |
| 1970年 （昭和45年） | x                       | x                       | （前相撲）               | 東序ノ口8枚目 5–2           | 西序二段61枚目 1–6      | 東序二段82枚目 5–2          |
| 1971年 （昭和46年） | 西序二段39枚目 2–5      | 西序二段55枚目 5–2      | 西序二段18枚目 0–5–2     | 西序二段59枚目 5–2          | 西序二段22枚目 3–4      | 東序二段37枚目 3–4          |
| 1972年 （昭和47年） | 西序二段48枚目 4–3      | 西序二段28枚目 4–3      | 西序二段16枚目 3–4       | 東序二段23枚目 4–3          | 西序二段12枚目 3–4      | 西序二段20枚目 5–2          |
| 1973年 （昭和48年） | 東三段目58枚目 2–5      | 西序二段2枚目 4–3       | 東三段目69枚目 4–3       | 東三段目58枚目 2–5          | 西序二段2枚目 4–3       | 西三段目65枚目 4–3          |
| 1974年 （昭和49年） | 東三段目50枚目 4–3      | 東三段目40枚目 3–4      | 東三段目54枚目 2–5       | 東三段目74枚目 4–3          | 西三段目61枚目 4–3      | 西三段目48枚目 6–1          |
| 1975年 （昭和50年） | 西三段目14枚目 4–3      | 東三段目2枚目 1–6       | 西三段目32枚目 2–5       | 東三段目55枚目 2–5          | 西三段目78枚目 3–4      | 東序二段14枚目 5–2          |
| 1976年 （昭和51年） | 東三段目68枚目 6–1      | 西三段目25枚目 6–1      | 東幕下48枚目 5–2         | 東幕下32枚目 3–4            | 東幕下40枚目 1–6        | 西三段目5枚目 4–3           |
| 1977年 （昭和52年） | 西幕下50枚目 5–2        | 西幕下29枚目 3–4        | 東幕下40枚目 4–3         | 西幕下27枚目 5–2            | 東幕下17枚目 2–5        | 東幕下36枚目 2–5            |
| 1978年 （昭和53年） | 西幕下57枚目 4–3        | 東幕下44枚目 1–6        | 西三段目9枚目 休場 0–0–7 | 西三段目9枚目 2–5           | 東三段目36枚目 5–2      | 東三段目5枚目 6–1           |
| 1979年 （昭和54年） | 西幕下30枚目 3–4        | 東幕下39枚目 3–4        | 東幕下51枚目 4–3         | 東幕下42枚目 2–5            | 東三段目5枚目 3–4       | 西三段目18枚目 2–5          |
| 1980年 （昭和55年） | 西三段目44枚目 6–1      | 東幕下60枚目 4–3        | 東幕下50枚目 4–3         | 西幕下41枚目 3–4            | 西幕下50枚目 4–3        | 東幕下38枚目 4–3            |
| 1981年 （昭和56年） | 西幕下31枚目 3–4        | 西幕下41枚目 6–1        | 西幕下15枚目 5–2         | 西幕下5枚目 4–3             | 東幕下3枚目 6–1         | 西十両11枚目 4–11           |
| 1982年 （昭和57年） | 西幕下6枚目 3–4         | 西幕下11枚目 5–2        | 東幕下4枚目 3–4          | 東幕下8枚目 6–1             | 東幕下2枚目 1–6         | 西幕下24枚目 3–4            |
| 1983年 （昭和58年） | 東幕下33枚目 4–3        | 東幕下30枚目 5–2        | 東幕下14枚目 5–2         | 東幕下6枚目 4–3             | 東幕下3枚目 5–2         | 西十両11枚目 7–8            |
| 1984年 （昭和59年） | 西十両12枚目 8–7        | 西十両8枚目 6–9         | 東十両12枚目 7–8         | 東幕下筆頭 3–4              | 西幕下5枚目 4–3         | 東幕下3枚目 3–4             |
| 1985年 （昭和60年） | 西幕下8枚目 3–4         | 西幕下15枚目 5–2        | 西幕下7枚目 5–2          | 東幕下2枚目 3–4             | 西幕下7枚目 4–3         | 東幕下4枚目 2–5             |
| 1986年 （昭和61年） | 東幕下17枚目 4–3        | 西幕下11枚目 2–5        | 西幕下28枚目 5–2         | 東幕下18枚目 4–3            | 東幕下12枚目 優勝 7–0   | 東十両11枚目 8–7            |
| 1987年 （昭和62年） | 西十両7枚目 6–9         | 西十両11枚目 8–7        | 東十両8枚目 7–8          | 東十両10枚目 9–6            | 東十両7枚目 6–9         | 東十両10枚目 8–7            |
| 1988年 （昭和63年） | 東十両7枚目 8–7         | 東十両5枚目 7–8         | 東十両7枚目 8–7          | 西十両3枚目 7–8             | 西十両4枚目 4–11        | 東十両13枚目 8–7            |
| 1989年 （平成元年） | 東十両9枚目 8–7         | 西十両6枚目 8–7         | 西十両2枚目 9–6          | 東前頭14枚目 4–11           | 西十両5枚目 6–9         | 東十両10枚目 8–7            |
| 1990年 （平成2年） | 西十両5枚目 5–10        | 西十両10枚目 10–5       | 西十両2枚目 5–10         | 西十両7枚目 8–7             | 西十両4枚目 6–9         | 東十両8枚目 7–8             |
| 1991年 （平成3年） | 西十両9枚目 引退 2–13–0 | x                       | x                        | x                           | x                       | x                           |
| 各欄の数字は、「勝ち-負け-休場」を示す。 優勝 引退 休場 十両 幕下 三賞：敢=敢闘賞、殊=殊勲賞、技=技能賞 その他：★=金星 番付階級：幕内 - 十両 - 幕下 - 三段目 - 序二段 - 序ノ口 幕内序列：横綱 - 大関 - 関脇 - 小結 - 前頭（「#数字」は各位内の序列） |                         |                         |                          |                             |                         |                             |

## 幕内対戦成績
| 力士名   | 勝数 | 負数 | 力士名   | 勝数 | 負数 | 力士名 | 勝数 | 負数 | 力士名 | 勝数 | 負数 |
| -------- | ---- | ---- | -------- | ---- | ---- | ------ | ---- | ---- | ------ | ---- | ---- |
| 恵那櫻   | 0    | 1    | 北勝鬨   | 0    | 1    | 騏乃嵐 | 0    | 1    | 高望山 | 0    | 1    |
| 陣岳     | 0    | 1    | 孝乃富士 | 0    | 1    | 隆三杉 | 1    | 0    | 多賀竜 | 0    | 1    |
| 富士乃真 | 1    | 0    |          |      |      |        |      |      |        |      |      |

## 改名歴
- 野口 （のぐち）1970年5月場所
- 開聞嶽 （かいもんだけ）1970年7月場所-1972年5月場所
- 星兜 （ほしかぶと）1972年7月場所-1974年9月場所
- 薩摩冨士（さつまふじ）1974年11月場所-1976年3月場所
- 薩摩富士（さつまふじ）1976年5月場所-1979年1月場所
- 星薩摩（ほしさつま）1979年3月場所-1980年3月場所
- 大岩涛（おおいわと）1980年5月場所-1980年7月場所
- 星岩涛（ほしいわと）1980年9月場所-1983年9月場所
- 星甲（ほしかぶと）1983年11月場所-1985年1月場所
- 星岩涛（ほしいわと）1985年3月場所-1991年1月場所

## 年寄変遷
- 陸奥 祐二（みちのく ゆうじ）1991年2月-1997年12月（退職）